# لیتل بیتروت لیک، مونتانا
لیتل بیتروت لیک (به انگلیسی: Little Bitterroot Lake) شهری در ایالت مونتانا کشور ایالات متحده آمریکا است که جمعیت آن در سرشماری سال ۲۰۱۰ میلادی، ۱۹۴ نفر بوده‌است.